# Острожница
Острожница је насељено мјесто у Босни и Херцеговини, у општини Босанска Крупа, које административно припада Федерацији Босне и Херцеговине. Према попису становништва из 2013. у насељу је живјело 794 становника.

## Становништво
| Националност       | 1991.          | 1981.        | 1971.        |
| Муслимани          | 1.093 (91,00%) | 995 (90,95%) | 832 (87,57%) |
| Срби               | 98 (8,5%)      | 89 (8,13%)   | 112 (11,78%) |
| Хрвати             | 0              | 4 (0,36%)    | 2 (0,21%)    |
| Југословени        | 4 (0,33%)      | 5 (0,45%)    | 0            |
| остали и непознато | 6 (0,49%)      | 1 (0,09%)    | 4 (0,42%)    |
| Укупно             | 1.201          | 1.094        | 950          |